# Onésime est trop timide
Pour plus de détails, voir Fiche technique et Distribution.
Onésime est trop timide ou Onésime est timide est un film muet français réalisé par Jean Durand et sorti en 1912.

## Fiche technique
- Titre : Onésime est trop timide
- Titre alternatif : Onésime est timide
- Réalisation : Jean Durand
- Scénario :
- Photographie : Paul Castanet
- Montage :
- Producteur :
- Société de production : Société des Établissements L. Gaumont
- Société de distribution :  Comptoir Ciné-Location (CCL)
- Pays d'origine :  France
- Langue : film muet avec les intertitres en français
- Métrage : 135 mètres
- Format : Noir et blanc — 35 mm — 1,33:1 — Muet
- Genre : Comédie
- Durée : 4 minutes 30
- Dates de sortie : 
  -  France : 12 avril 1912

## Distribution
- Ernest Bourbon : Onésime
- Berthe Dagmar : la fiancée
- Gaston Modot : un invité
- Marie Dorly : la tante de la fiancée
- Henri Fouchet : le marieur